# Juazeiro (Bahia)
Juazeiro é um município brasileiro no interior e norte do estado da Bahia, localizado na Mesorregião do Vale São-Franciscano da Bahia e Microrregião de Juazeiro. Sua população em 2022 era de 237 821 habitantes, de acordo com o Censo 2022 do Instituto Brasileiro de Geografia e Estatística (IBGE), sendo o quinto município mais populoso da Bahia e o nono do interior do Nordeste. Situado no Sertão da Região Nordeste do Brasil, na região submédia da Bacia hidrográfica do São Francisco, em conjunto com o vizinho município pernambucano de Petrolina forma o maior aglomerado urbano do Semiárido brasileiro e do interior nordestino.
A cidade, inserida na Região Administrativa Integrada de Desenvolvimento do Pólo Petrolina e Juazeiro, destaca-se pela agricultura irrigada.
É conhecida como a Terra das Carrancas, figuras antropomorfas que adornam embarcações típicas no rio São Francisco. Seu nome se origina da árvore do juazeiro, endêmica do sertão nordestino.

## História
O município de Juazeiro, no norte do estado da Bahia, implantado à margem direita do Velho Chico, situa-se no ponto exato onde ocorria o cruzamento de duas importantes e estratégicas estradas interiores do Brasil.
A primeira, fluvial, representada pelo Rio São Francisco, integrando o norte ao sul. A segunda, um caminho das bandeiras, aberto pelos paulistas, sob o comando de Domingos do Sertão, pelos baianos sob o comando de Garcia d'Ávila II, cujas terras se estendiam até onde é hoje a Praia do Forte,vizinha a Salvador, e pelos nativos sob o comando de Manuel Nunes Viana.
Somente no fim do século XVII, à sombra protetora da árvore, mãe do sertão, o juazeiro, começa a surgir o que hoje se constitui num dos mais importantes núcleos urbanos do Sertão Nordestino.
Foi criado em 1833, sendo que desde 1596 seu território já era percorrido pelo bandeirante Belquior Dias Moreira. Em 1706, chegava à região uma missão franciscana para catequizar os índios da região. Ergueram um convento e capela com uma imagem da Virgem que, de acordo com a lenda local, fora encontrada em grutas das imediações, por um indígena. Deu-se ao local o nome de Nossa Senhora das Grotas do Juazeiro, que deu origem à atual sede do município.
Juazeiro, sucessivamente, elevada à categoria de vila, posteriormente, comarca, e transforma-se pela Lei n.º 1.814 de 15 de julho de 1878, em cidade.
Era do porto de Juazeiro que partiam as embarcações conhecidas como vapor (existe uma relíquia deste, que funciona como restaurante no centro da cidade). O porto mais importante do São Francisco se comunicava com outros municípios ribeirinhos Baianos e diretamente com Minas Gerais através deste meio de transporte, e daí para a antiga Capital do País, o Rio de Janeiro.
A via férrea funcionava a partir de Juazeiro rumo a Salvador desde o início do século passado.

## Geografia

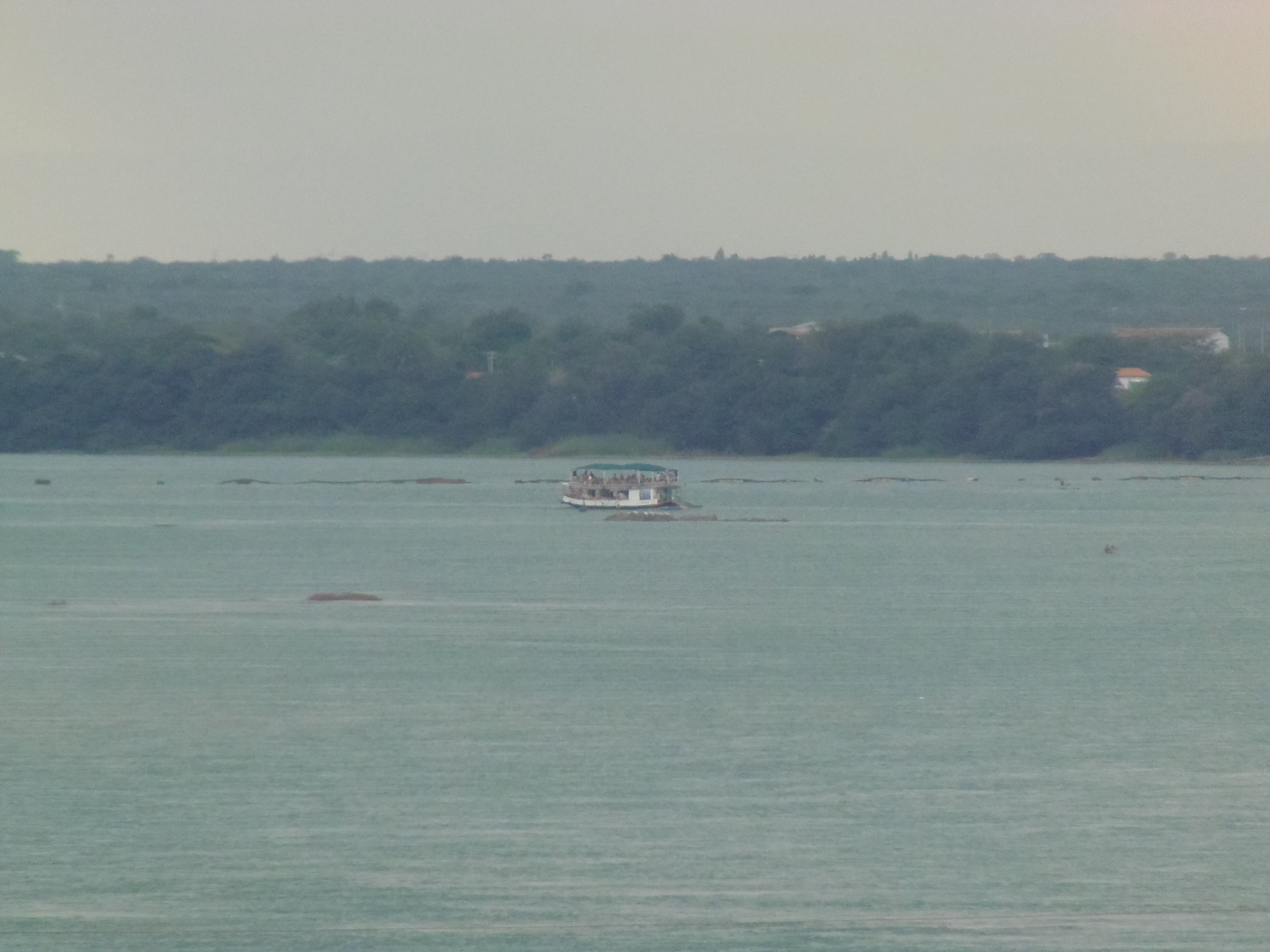
Rio São Francisco entre Juazeiro e Petrolina-PE.

O relevo pode ser caracterizado como pediplano sertanejo, várzeas e terraços aluviais. Enquanto que o solos variam entre eutróficos, vertissolos, litólicos eutróficos, cambissolo, aluviais, pozólico vermelho - amarelo eutrófico e regossolo distrófico. Nessas terras, encontra-se alguns minerais, como o amianto, cobre, mármore, calcário, jaspe, salitre, calcita e manganês. A geologia classifica os solos juazeirenses como rochas básicas quartzo biotita, biotita granitos, depósitos aluviares e coluionares. Ou ainda, ultra básicas anfibiólitos, calcários, depósitos fluviais.

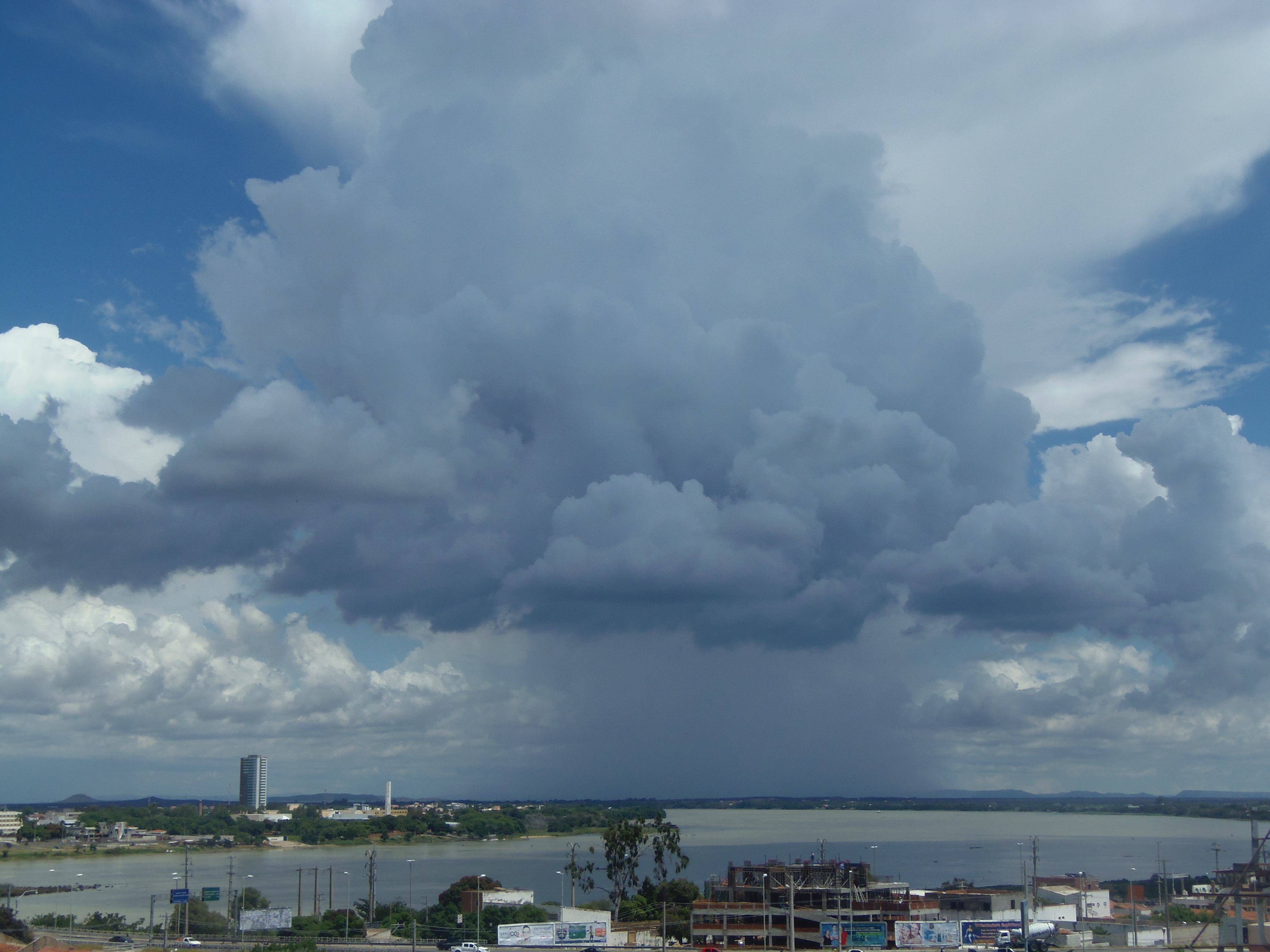
Juazeiro ao fundo, visto de Petrolina.

A vegetação que cobre o município é a caatinga arbórea aberta com e sem palmeiras e caatinga arbórea densa sem palmeiras.
Juazeiro está incluso na bacia hidrográfica do São Francisco, e território do município encontra-se os rios São Francisco, Curaçá, Malhada da Areia, Salitre, Tourão, Mandacaru e Maniçoba.[carece de fontes?]
A cidade está localizada à margem direita do Rio São Francisco, no extremo norte da Bahia, comunicando-se com a cidade de Petrolina, pela ponte Presidente Dutra.

### Acesso
O acesso a Juazeiro pode ser feito por via terrestre, utilizando as rodovias BR-235 e BR-407, usando a via férrea de Salvador a Juazeiro ou por ônibus, que são diários e partem da capital baiana e de outras cidades da Bahia e de outros estados, como Fortaleza, São Paulo e Brasília. Partindo de Salvador a Juazeiro passaremos por Feira de Santana, Tanquinho, Riachão do Jacuípe, Nova Fátima, Gavião, Capim Grosso e Jacobina. As empresas de ônibus são: Expresso Guanabara, Viação Itapemirim, Viação Nossa Senhora da Penha, Falcão Real Transportes, etc. Também é possível por via aérea através do aeroporto de Petrolina, que está a 15 km da sede, em Pernambuco, ou ainda por um dos campos de pouso existentes na região, como em Sobradinho. E ainda por via fluvial utilizando a hidrovia do São Francisco, navegando pelo rio São Francisco, partindo de Pirapora, Minas Gerais, e pode-se destacar o porto fluvial da cidade que se encontra nas proximidades do perímetro urbano.

### Acidentes geográficos

#### Grutas
A gruta do Convento está localizada no interior do município de Campo Formoso, a 100 km de Juazeiro, é uma aventura imperdível para quem gosta de passeios ecológicos. Cortinas e torres são formadas pelas estalactites e estalagmites que dão forma a gruta de 40 m de largura e 30 m de altura, composta ainda por dois lagos tornando o cenário mais belo. Para conhecer a gruta é necessário um guia nativo.

#### Cachoeiras
A cachoeira do Salitre está localizada no Vale do Salitre, na Fazenda Félix, a 39 km de Juazeiro, a cachoeira com salto de pouco mais de 2 m de altura é excelente para banho e muito apreciada pelas crianças da região, que se divertem nas águas do rio Salitre. O acesso é feito pela BA-210, sentido Sobradinho.
Também formada pelo rio Salitre, a cachoeira da Gameleira fica a 68 km de Juazeiro, escondida entre a vegetação fechada da caatinga. Num cenário paradisíaco, a queda d'água escorre entre um cânion, onde predomina um enorme gameleira, cujas raízes se espalham formando sombra em parte da cachoeira. A profundidade do lago permite saltos do alto da cachoeira de aproximadamente 5 m.

#### Ilhas

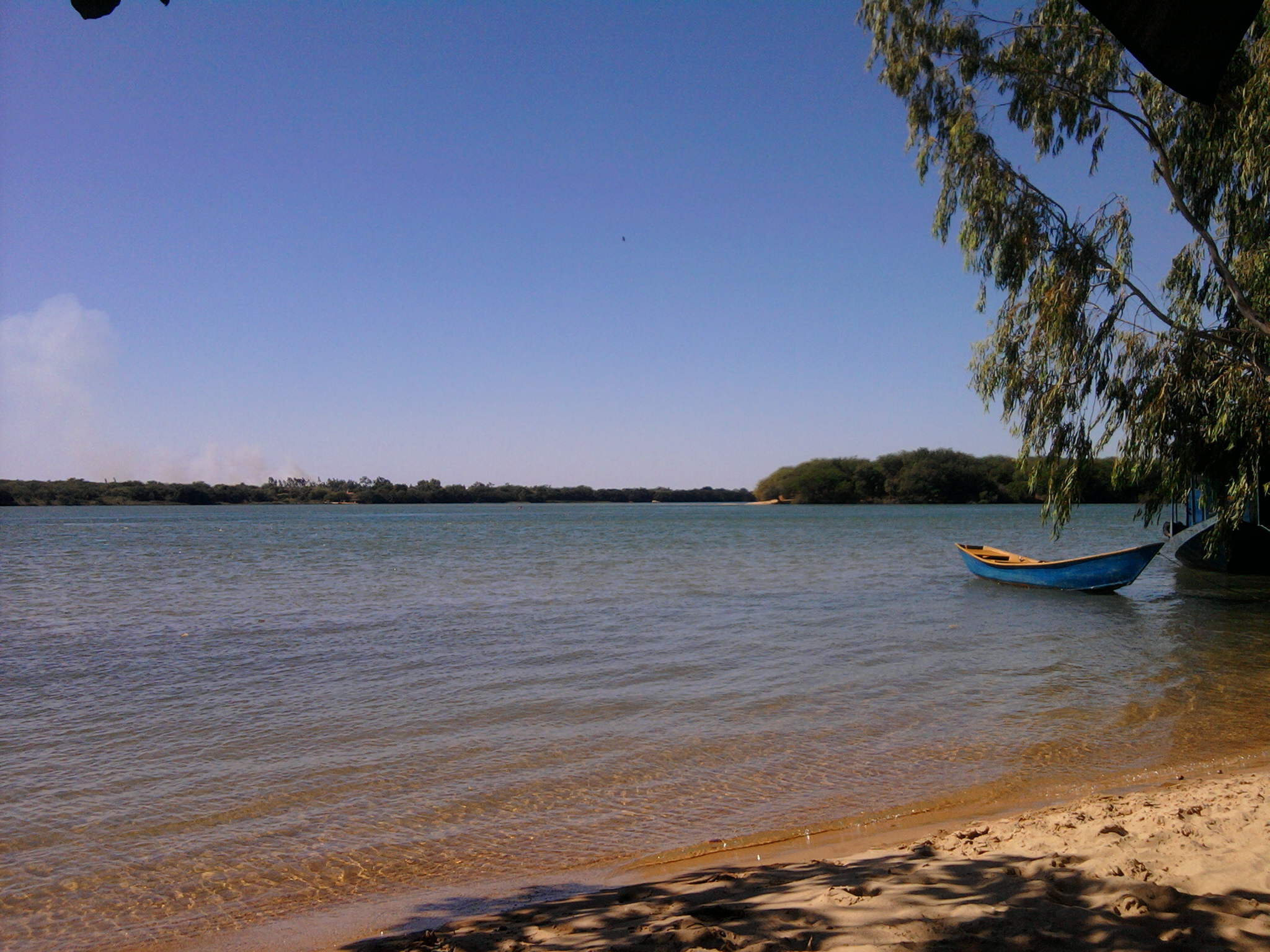
Ilha do Rodeadouro

Apesar de estar no interior do continente, Juazeiro possui algumas ilhas devido ao rio São Francisco. Entre elas estão a do Rodeadouro, do Fogo, Culpe o Vento, da Amélia, do Massangano, de Nossa Senhora das Grotas e do Maroto.
A ilha do Rodeadouro está a 12 km de distância do centro de Juazeiro, é uma das mais freqüentadas da região, com praias de areias alvas e excelentes para banho. Com uma razoável infra-estrutura a ilha possui barracas onde os visitantes podem degustar os mais variados pratos da região. Há também espaço para camping, onde as pessoas podem passar os fins de semana usufruindo as belezas naturais do local.
A travessia pode ser feita através de barcos localizados às margens do rio São Francisco, no povoado do Rodeadouro ou nas barcas de passeio que saem todos os finais de semana do cais de Juazeiro até a ilha. Durante o percurso as pessoas curtem música ao vivo enquanto contemplam as paisagens naturais do Velho Chico.
A ilha do Fogo está localizada no centro da ponte Presidente Eurico Gaspar Dutra, marca da divisa entre os Estados da Bahia (Juazeiro) e Pernambuco (Petrolina). Possui uma área praiana com terreno acidentado, formado por uma rocha única, de aproximadamente 20 m de altura, onde está fixado um cruzeiro.
A ilha Culpe o Vento é deserta e ideal para prática de camping selvagem. O acesso é feito pela rodovia BA-210, que liga Juazeiro a Curaçá, aproximadamente 15 km até o local da travessia que é feita por barcos localizados às margens do rio.

### Clima
Juazeiro está localizado numa área de semiárido, com alto risco de seca e que o período chuvoso ocorre entre os meses de novembro e março, ou seja, no verão.
Dados do Departamento de Ciências Atmosféricas, da Universidade Federal de Campina Grande, mostram que Juazeiro apresenta um clima com média pluviométrica anual de 425,2 mm e temperatura média anual de 26,0 °C.
| Dados climatológicos para Juazeiro            | Dados climatológicos para Juazeiro | Dados climatológicos para Juazeiro | Dados climatológicos para Juazeiro | Dados climatológicos para Juazeiro | Dados climatológicos para Juazeiro | Dados climatológicos para Juazeiro | Dados climatológicos para Juazeiro | Dados climatológicos para Juazeiro | Dados climatológicos para Juazeiro | Dados climatológicos para Juazeiro | Dados climatológicos para Juazeiro | Dados climatológicos para Juazeiro | Dados climatológicos para Juazeiro |
| Mês                                           | Jan                                | Fev                                | Mar                                | Abr                                | Mai                                | Jun                                | Jul                                | Ago                                | Set                                | Out                                | Nov                                | Dez                                | Ano                                |
| --------------------------------------------- | ---------------------------------- | ---------------------------------- | ---------------------------------- | ---------------------------------- | ---------------------------------- | ---------------------------------- | ---------------------------------- | ---------------------------------- | ---------------------------------- | ---------------------------------- | ---------------------------------- | ---------------------------------- | ---------------------------------- |
| Temperatura máxima média (°C)                 | 35,3                               | 35,4                               | 34,9                               | 33,4                               | 30,8                               | 29,5                               | 29,1                               | 30,4                               | 33,2                               | 35,6                               | 36,3                               | 35,2                               | 33,3                               |
| Temperatura média (°C)                        | 27,6                               | 27,7                               | 27,4                               | 26,5                               | 24,9                               | 23,6                               | 22,8                               | 23,4                               | 25,4                               | 27,4                               | 28,2                               | 27,4                               | 26,0                               |
| Temperatura mínima média (°C)                 | 20,8                               | 21,2                               | 21,1                               | 20,7                               | 19,7                               | 18,2                               | 17,2                               | 17,4                               | 18,9                               | 20,4                               | 21,0                               | 20,8                               | 19,8                               |
| Precipitação (mm)                             | 69,4                               | 71,1                               | 96,2                               | 40,9                               | 7,9                                | 2,6                                | 3,2                                | 1,9                                | 4,0                                | 9,9                                | 46,6                               | 60,6                               | 425,2                              |
| Fonte: Departamento de Ciências Atmosféricas. |                                    |                                    |                                    |                                    |                                    |                                    |                                    |                                    |                                    |                                    |                                    |                                    |                                    |

## Demografia

### Pirâmide etária
Dados:
| Idade            | Juazeiro | Juazeiro | Bahia   | Bahia    | Brasil    | Brasil    |
|                  | Homens   | Mulheres | Homens  | Mulheres | Homens    | Mulheres  |
| ---------------- | -------- | -------- | ------- | -------- | --------- | --------- |
| 0 a 4 anos       | 8.856    | 8.477    | 538.436 | 521.448  | 7.016.614 | 6.778.795 |
| 5 a 9 anos       | 9.313    | 9.159    | 606.386 | 584.262  | 7.623.749 | 7.344.867 |
| 10 a 14 anos     | 9.936    | 9.617    | 681.596 | 657.965  | 8.724.960 | 8.440.940 |
| 15 a 19 anos     | 9.642    | 9.603    | 668.390 | 658.891  | 8.558.497 | 8.431.641 |
| 20 a 24 anos     | 9.675    | 9.755    | 647.103 | 657.259  | 8.629.807 | 8.614.581 |
| 25 a 29 anos     | 8.803    | 9.505    | 642.500 | 666.361  | 8.460.631 | 8.643.096 |
| 30 a 34 anos     | 8.442    | 8.782    | 572.894 | 597.929  | 7.717.365 | 8.026.554 |
| 35 a 39 anos     | 7.247    | 7.594    | 478.068 | 504.281  | 6.766.450 | 7.121.722 |
| 40 a 44 anos     | 6.276    | 6.724    | 439.416 | 464.198  | 6.320.374 | 6.688.585 |
| 45 a 49 anos     | 5.187    | 5.416    | 378.264 | 402.691  | 5.691.791 | 6.141.128 |
| 50 a 54 anos     | 3.951    | 4.192    | 318.097 | 345.639  | 4.834.828 | 5.305.231 |
| 55 a 59 anos     | 2.846    | 3.251    | 252.207 | 281.419  | 3.902.183 | 4.373.673 |
| 60 a 64 anos     | 2.329    | 2.654    | 206.217 | 230.511  | 3.040.897 | 3.467.956 |
| 65 a 69 anos     | 1.788    | 2.062    | 157.729 | 182.523  | 2.223.953 | 2.616.639 |
| 70 a 74 anos     | 1.223    | 1.596    | 118.548 | 144.445  | 1.667.289 | 2.074.165 |
| 75 a 79 anos     | 718      | 1.083    | 77.380  | 101.452  | 1.090.455 | 1.472.860 |
| 80 a 84 anos     | 443      | 717      | 51.141  | 69.908   | 668.589   | 998.311   |
| 85 a 89 anos     | 252      | 406      | 26.657  | 38.095   | 310.739   | 508.702   |
| 90 a 94 anos     | 118      | 194      | 11.954  | 19.224   | 114.961   | 211.589   |
| 95 a 99 anos     | 30       | 79       | 4.147   | 7.697    | 31.528    | 66.804    |
| Mais de 100 anos | 10       | 14       | 1.136   | 2.442    | 7.245     | 16.987    |

## Economia
A cidade de Juazeiro é a mais industrializada do vale do São Francisco, pois conta em seu distrito industrial (DISF - Distrito Industrial do São Francisco) com diversas indústrias e outros tipos de empresas. Está localizado ao sul da cidade de Juazeiro, cortado pela BR-407 e BR-210. Tendo uma área total de 3.626.012,22 m², com uma distância de 8 km do porto fluvial de Juazeiro e 24 km do Aeroporto Internacional de Petrolina.
O Juá Garden Shopping, administrado pela Tenco Shopping Centers, está estrategicamente localizado as margens da Rod. Lomanto Júnior, km 06, uma das principais vias de acesso ao Vale do São Francisco. A vizinha Petrolina está só a 9 km de distância, sendo ligadas pela Ponte Presidente Dutra sobre o Rio São Francisco pela BR 407.Com área de influência com 400 mil consumidores, movimenta 250 milhões em vendas anualmente e gera  cerca de três mil empregos, diretos e indiretos.São 40 mil m² de área construída, que consumiram 14,5 mil m³ de concreto, 175 mil blocos de concreto e duas mil toneladas de aço. O shopping tem 22 mil m² de área destinada às lojas, das quais cinco âncoras, cinco mega lojas, uma área de lazer completa, quatro salas de cinema com tecnologia 3D e seis lojas de serviço. A praça de alimentação também merece destaque, são dois restaurantes e 18 opções de fast-food. O estacionamento foi projetado para comportar o grande volume de veículos, são mais de 1.100 vagas. Vale ressaltar que no interior do mall tem rede wi-fi gratuita, permitindo assim acessar a internet enquanto estiver no shopping.

### Produto Interno Bruto (valor adicionado)

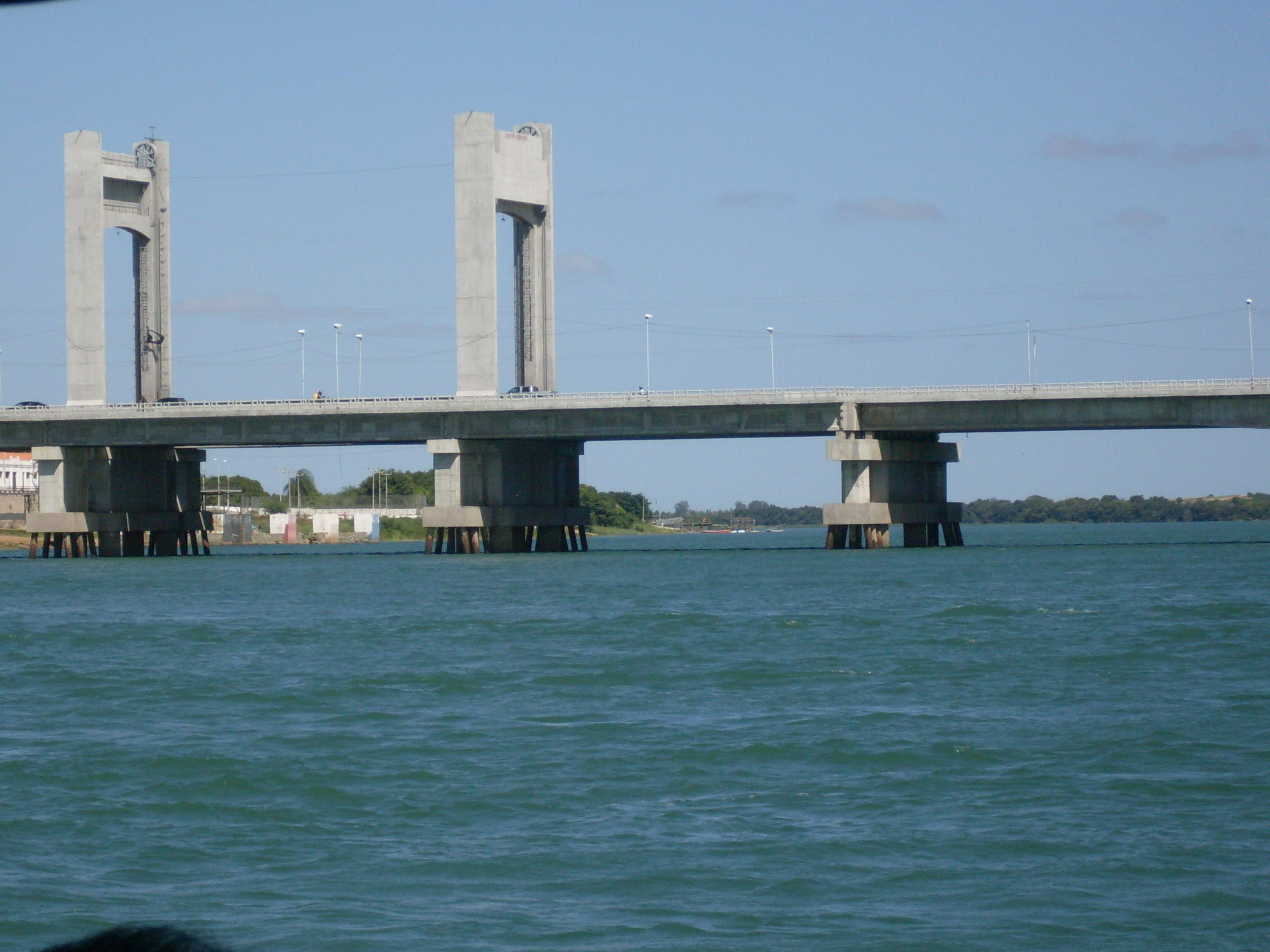
Ponte Presidente Dutra Juazeiro/Petrolina.

| Variável     | Juazeiro  | Bahia      | Brasil        |
| ------------ | --------- | ---------- | ------------- |
| Agropecuária | 115.573   | 6.725.960  | 105.163.000   |
| Indústria    | 286.744   | 25.160.405 | 539.315.998   |
| Serviços     | 1.368.830 | 46.352.387 | 1.197.774.001 |

### RIDE Juazeiro/Bahia e Petrolina/Pernambuco
O Polo Petrolina-Juazeiro foi instituído pela lei complementar nº 113, de 19 de setembro de 2001, foi regulamentada pelo decreto nº 4366, de 9 de setembro de 2002. A região detém uma área de aproximadamente 35 000 km² englobando uma população de cerca de 700 000 habitantes. A RIDE abrange quatros municípios pernambucanos: Petrolina, Lagoa Grande, Santa Maria da Boa Vista e Orocó; e quatro municípios baianos: Juazeiro, Casa Nova, Curaçá e Sobradinho. O acesso entre as duas maiores cidades da região é feita pela Ponte Presidente Dutra.31

### Agricultura

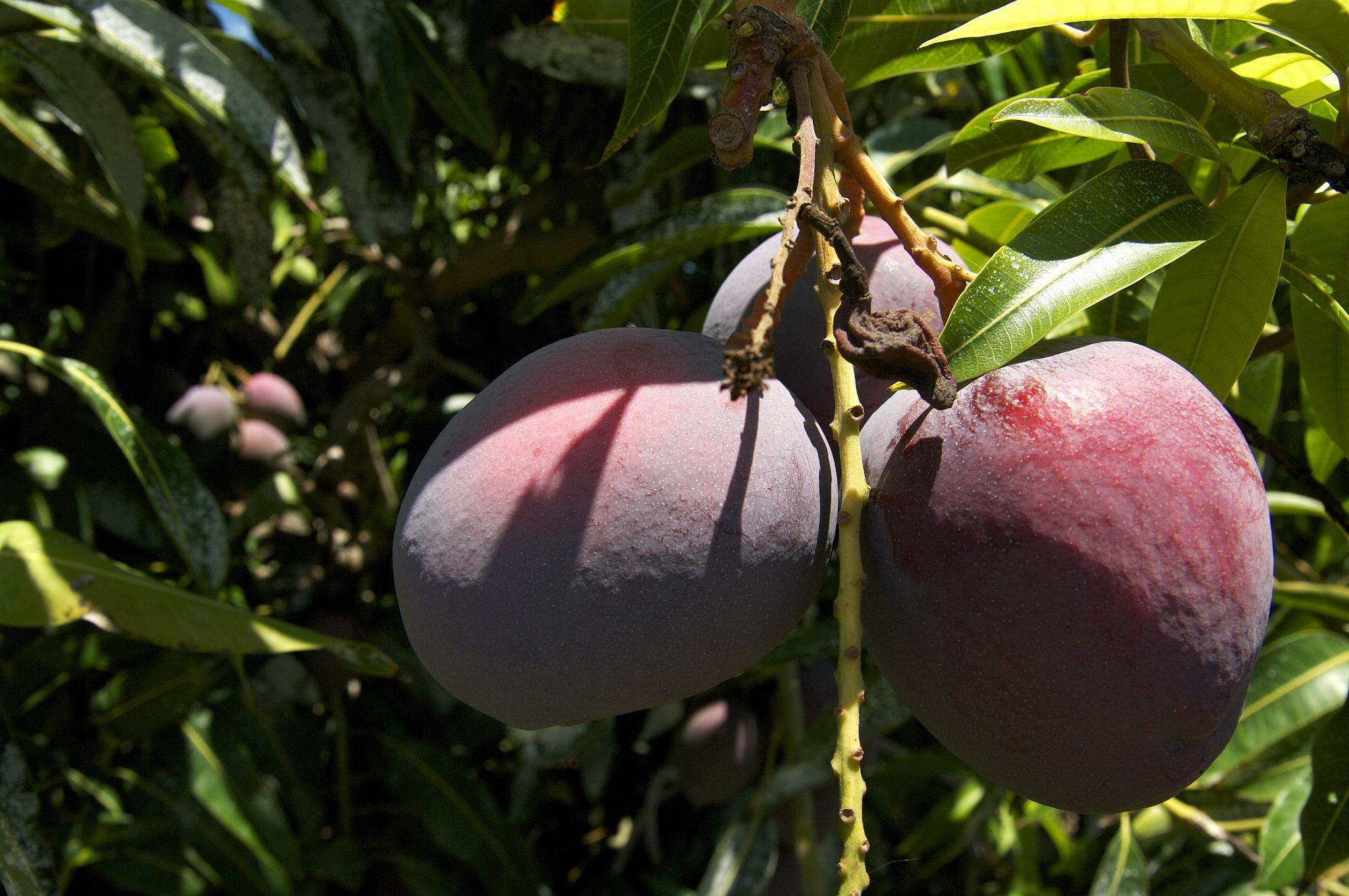
O cultivo da manga é destaque no município.

A região compreendida pelas cidades de Juazeiro e Petrolina tornou-se o maior centro produtor de frutas tropicais do país, tendo destaque para os cultivos de manga, uva, melancia, melão, coco, banana, dentre outros; este desempenho é responsável pela crescente exportação de frutas além da produção de vegetais a região é conhecida nacional e internacionalmente pela produção e qualidade dos vinhos, que tiveram grande crescimento com a implantação de mecanismos de irrigação, tornando-se a única região do país a colher duas safras de uvas por ano, e a maior exportadora e produtora de frutas do Brasil, mesmo se localizando no centro do polígono das secas.
Vale ressaltar que em Juazeiro se encontra um dos maiores "CEASAS" (central de abastecimento) do Brasil, sendo o maior do interior do norte-nordeste do Brasil, sendo maior até que muitos Ceasas de várias capitais e responsável pela produção agrícola que abastece várias regiões do país.

### Turismo

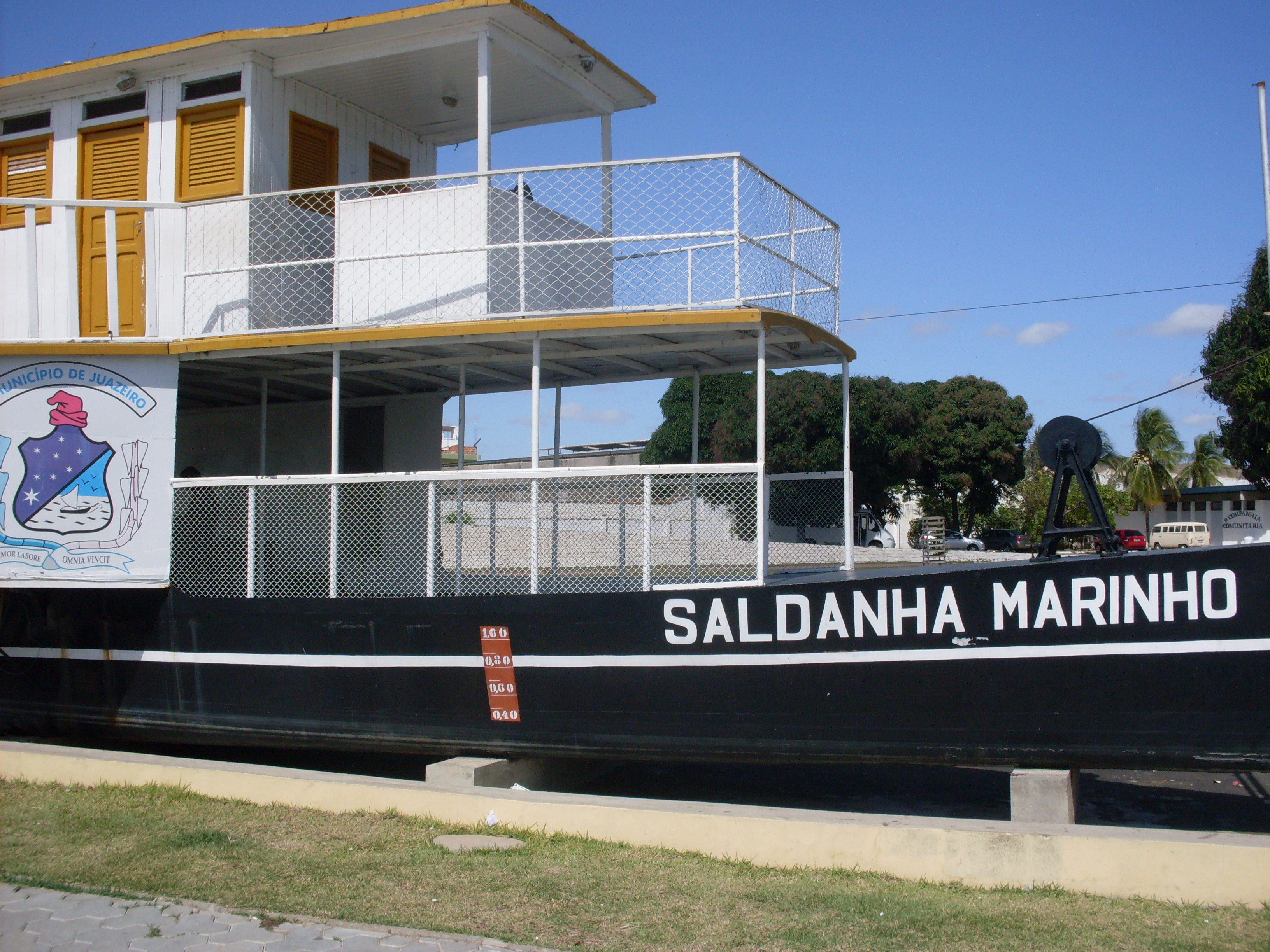
Porto de Juazeiro.

O turismo vem recebendo investimentos destinados ao desenvolvimento turístico da Zona turística dos Lagos do São Francisco, uma das zonas da Bahia com potencial turístico na qual está inserido. E entre as atrações turísticas da cidade pode-se destacar a orla fluvial, o navio "Vaporzinho", o Museu do São Francisco, a Ponte Presidente Dutra, o Parque da Lagoa do Calu, a Estátua Nego D'água e as vinícolas da região.
A Orla fluvial é muito movimentada. Apresenta uma rede de bares e restaurantes movimentados onde pode-se apreciar a beleza do rio São Francisco.
O Vaporzinho foi o primeiro navio a vapor que navegou no Velho Chico, tendo sido importado dos Estados Unidos, antes de navegar nessa região ribeirinha fazendo o trecho Juazeiro-BA/Pirapora-MG, navegou no rio Mississipi, nos Estados Unidos. Localizado na orla fluvial da cidade, é um monumento que homenageia os navegantes e a navegação que foram o eixo fundamental para o desenvolvimento da cidade.
O Museu do São Francisco, recentemente, foi restaurado apresenta um acervo rico da história da cidade e do rio São Francisco.
A Ponte Presidente Dutra foi inaugurada no ano de 1950, foi construída para ligar as cidades de Juazeiro-BA/Petrolina-PE, sendo hoje o maior eixo rodoviário do interior da Região Nordeste. Ela passou por um processo de ampliação.
O Parque da Lagoa de Calú é um parque multimodal de lazer e entretenimento que, recebeu este nome por conta de Dona Calú, uma senhora que vivia numa casinha de Taipo nesta região. Inicialmente era chamado "Buraco" de Calú, uma referência às características do local em que ela residia. Dona Calú morreu anos antes da reforma que deu origem ao Parque da Lagoa.
A estátua Nego D'água está localizada dentro do rio São Francisco, na margem juazeirense. É uma homenagem juazeirense às lendas e folclores do rio e dos ribeirinhos.

## Infraestrutura

### Saúde

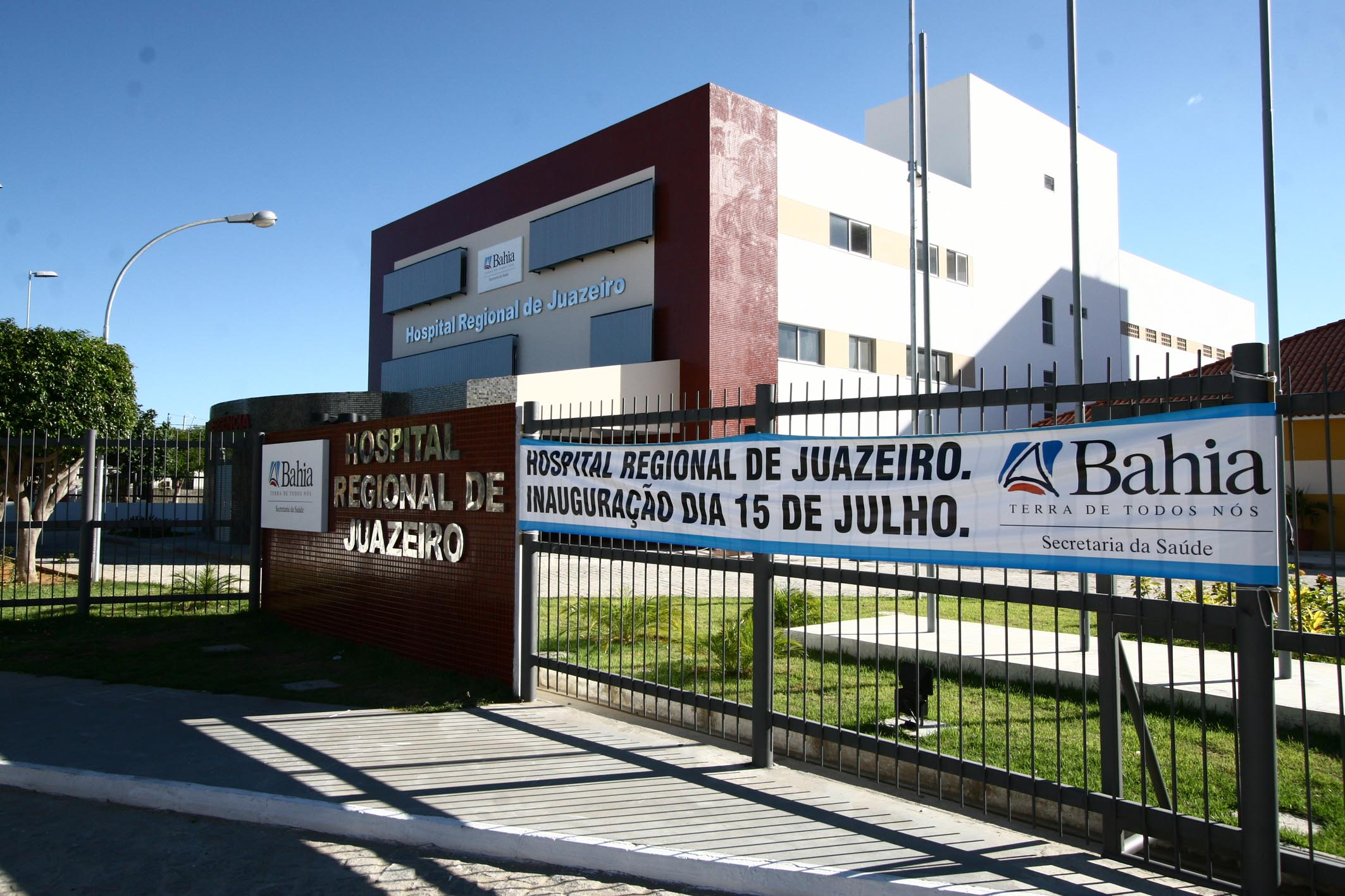
Hospital Regional de Juazeiro.

Em 2009, o município possuía 87 estabelecimentos de saúde, entre eles hospitais, pronto-socorros, postos de saúde e serviços odontológicos, sendo 36 estabelecimentos privados e 51 estabelecimentos públicos.

#### Morbidade hospitalar
Dados:
| Variável | Juazeiro | Bahia  | Brasil  |
| -------- | -------- | ------ | ------- |
| Homens   | 331      | 14.506 | 242.238 |
| Mulheres | 251      | 12.325 | 205.787 |

## Cultura
Terra natal de diversos artistas e com uma história que se confunde com a da ocupação do rio São Francisco, Juazeiro abriga o Museu Regional do São Francisco, instituição cultural que possui um acervo que retrata a história da região, administrado pela Fundação Museu do São Francisco e sediado no casarão que pertenceu ao coronel Miguel Siqueira, latifundiário que foi liderança política na primeira metade do século XX.

## Personalidades
Entre os juazeirenses ilustres estão:
- João Gilberto, musico;
- Ivete Sangalo, cantora;
- Daniel Alves, futebolista;
- Luiz Galvão, músico;
- Luís Edmundo Pereira, futebolista;
- Edy Star, ator, cantor;
- Luisão Pereira, músico;
- Petrus Matheus, futebolista;
- Nixon Cardoso,  futebolista;
- Edson Duarte, político.